# Rhéna Schweitzer Miller
 (août 2020).
Rhéna Schweitzer Miller est une activiste humanitaire franco-américaine, née le 14 janvier 1919 à Strasbourg, et morte le 22 février 2009 à Pacific Palisades, en Californie.
Fille unique d’Albert Schweitzer et d'Hélène Schweitzer-Bresslau, elle dirigea l’hôpital que son père fonda à Lambaréné et elle organisa la fondation qui porte son nom.

## Biographie
En 1917, Albert Schweitzer et sa femme Hélène Bresslau, sont arrêtés comme citoyens allemands en Afrique Équatoriale Française. L’hôpital qu'ils y avaient fondé en 1913 sur les rives du fleuve Ogooué à Lambaréné dans ce qui est aujourd'hui le Gabon, fut fermé et ils furent emmenés dans un camp de détention en France.
Rhena Schweitzer est née à Strasbourg en Alsace-Lorraine en 1919. À l'issue de la Première Guerre mondiale, cette région redevient à nouveau française, après avoir fait partie de l'Allemagne durant plus de 45 ans.
Les membres de sa famille étant restés en Europe, le Dr Schweitzer retourne en Afrique en 1924, où il reçoit occasionnellement leur visite au cours des deux décennies suivantes.
À Königsfeld, Rhéna a fréquenté l'école Zinzendorfschule des Frères moraves jusqu'à l'été 1933[réf. nécessaire].
En 1939, Rhena Schweitzer se marie à Jean Eckert, facteur d'orgues, duquel elle divorcera.
En 1940, son père lui demande de constituer la fondation Albert Schweitzer.
Laborantine de formation, elle vint en Afrique pour travailler à l’hôpital. Après la mort de son père, elle en prit la direction, occupant cette fonction jusqu'en 1970.
À la suite de son décès, l'hôpital s'est agrandi jusqu'à comprendre 150 lits répartis dans 12 bâtiments, recevant annuellement 35 000 patients.
À la fin des années 1960, lors de la guerre civile au Nigeria, Rhéna Miller-Schweitzer accueille des enfants Ibo du Biafra. Quand l'hôpital fut complet, vingt lits furent installés au domicile de Rhéna, deux enfants dormant dans chaque lit.
Elle rencontre David C. Miller, son second mari, à l’hôpital. Miller, médecin et était venu au Gabon pour conduire une étude sur les maladies du cœur à l’hôpital Albert Schweitzer où il entretînt une relation étroite avec le Dr Schweitzer, l'accompagnant au moment de sa mort en 1965.
Le couple se marie en 1971. Ils vécurent à Atlanta et voyagèrent à travers le monde, offrant une assistance médicale en Afghanistan, au Bangladesh, en Éthiopie, en Haïti, en Inde, au Nigeria, au Pakistan, au Vietnam et au Yémen. David Miller décéde en mars 1997
Avec Harold Robles, Miller crée, en 1984, The Albert Schweitzer Institute for the Humanities qui s'installe ensuite à l'université Quinnipiac à Handen dans le Connecticut. Robles et Miller créent le Reverence for Life Commendation en 1990 pour reconnaître les efforts humanitaires prodigués dans l'esprit d'Albert Schweitzer.
Mère d’un garçon et de trois filles nés de son premier mariage, et aïeule de huit petits-enfants et de cinq arrière-petits-enfants, Rhéna Schweitzer Miller meurt le 22 février 2009 à Pacific Palisades en Californie, au domicile d'une de ses filles, à l’âge de 90 ans. Elle a été inhumée aux côtés de ses parents à Lambaréné.